# Sportovní Klub Slavia Praha
Lo Sportovní Klub Slavia Praha, noto semplicemente come Slavia Praha (pron. ceca '[ˈslavia ˈpraɦa]'), e in italiano Slavia Praga, è una società polisportiva ceca con sede a Praga e nota perlopiù per la sua sezione calcistica.
Il club comprende anche una sezione di hockey su ghiaccio (HC Slavia Praha), una di calcio a 5 (Slavia Praha Futsal) e una di rugby a 15 (RK Slavia Praha).
È il secondo club più titolato della prima divisione ceca dopo i concittadini dello Sparta Praga. Partecipa alla 1. liga. Sin dagli inizi lo Slavia e lo Sparta sono stati i due club più vincenti della Repubblica Ceca e la loro rivalità calcistica è una delle più sentite della nazione. Nel 2007 si è qualificato per la prima volta nella sua storia alla fase a gironi della Champions League.

## Storia

### Fondazione e prima epoca d'oro (1892-1939)
Il club fu fondato a Vinohrady, quartiere di Praga, il 2 novembre 1892 da alcuni studenti di medicina che intendevano promuovere la pratica dello sport tra i loro colleghi. L'iniziale sfera di interesse del club fu il ciclismo, prima della nascita della sezione calcistica, nel 1896. Il 25 marzo 1896 lo Slavia vinse con il risultato di 5-0 il suo primo match ufficiale disputato contro l'AC Praga. Quattro giorni dopo lo Slavia giocò per la prima volta contro lo Sparta Praga. L'incontro si chiuse a reti inviolate e sancì l'inizio della rivalità tra i due club. Sin dall'inizio fu una delle squadre migliori della Repubblica Ceca insieme allo Sparta Praga, con cui dà vita da sempre a derby molto seguiti.
La prima epoca d'oro del club, durata per ben 25 anni, iniziò con l'avvento dell'ex calciatore del Celtic e allenatore scozzese John Madden, che portò a Praga metodi tattici innovativi. Sotto la gestione di Madden lo Slavia vinse ben 134 delle 169 partite disputate in patria e 304 delle 429 disputate all'estero dal 1905 al 1930. Nel 1930 Madden, all'età di 66 anni, si ritirò dall'attività.

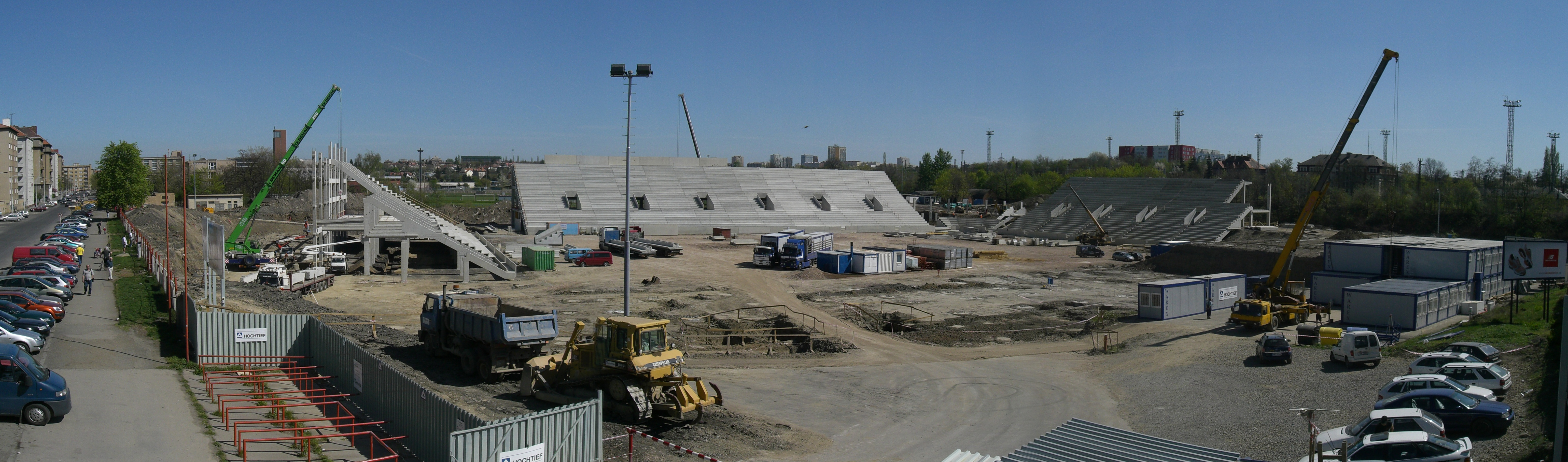
Lavori di costruzione dello Stadio Eden, terminati nel marzo 2008

### I successi: 1925-1948
Nel 1925 fu istituito il campionato cecoslovacco di calcio e lo Slavia non si fece scappare l'occasione. Lottò contro lo Sparta Praga per la vittoria del titolo e vinse trascinato anche dai gol Jan Vaník capocannoniere del torneo. Nei seguenti 13 anni arriveranno 7 titoli e 6 secondi posti mettendo in campo in pochi anni attaccanti prolifici come Antonín Puč, Josef Šima, Jiri Sobotka, Frantisek Svoboda, Vojtech Bradac e soprattutto Josef Bican. Questi scudetti furono combattuti sempre con lo Sparta Praga.
Tra il 1927 e il 1939 partecipa alla Coppa dell'Europa Centrale dove ottiene buoni piazzamenti: vittoria nel 1938 dove fu proprio Bican il miglior marcatore con 10 centri; finale nel 1929; semifinale nel 1927 e nel 1932; quarti di finale nel 1928, 1930, 1931, 1933, 1935, 1936 e 1939; ottavi nel 1934 e nel 1937. Solo i migliori club dell'Europa centrale potevano permettersi di giocare quella competizione e difatti lo Slavia partecipò a tutte le edizioni tranne quella del 1940. A questa competizione parteciparono anche gli acerrimi rivali granata e vinsero in due edizioni.
Tra il 1938 ed il 1944 il campionato fu interrotto a causa della guerra, ma comunque si giocò lo stesso. Lo Slavia strappa 4 successi consecutivi e due secondi posti grazie a Bican che in 6 anni realizza 232 reti, diventando così l'attaccante più prolifico del campionato cecoslovacco, ottenendo anche il record (oramai imbattibile) di 57 reti in una sola stagione. Subito dopo il 44' arrivò la vittoria del campionato nel 1946-47 e due secondi posti 1945-46 e nel 1947-48.

### La crisi: 1949-1965
Dopo il 1948 la squadra alternò momenti migliori ad altri peggiori. Tutto sembrava coincidere con la partenza del grande Josef Bican per il FC Vítkovice, squadra a qualche km di distanza da Ostrava sede del Baník. Infatti non arrivarono più successi e la squadra pian piano, cominciava ad allontanarsi lentamente dalla lotta scudetto. Nel 1958-59 questo triste momento sembrava finito grazie al 3º posto e alla qualificazione alla Mitropa Cup ma si fece eliminare a sorpresa 6-5 contro una formazione di Timișoara dopo che in Romania il punteggio vedeva favorevole i cechi per 5-3. Purtroppo il momento della crisi non cessò ed anzi culminò nella stagione 1960-61 con la retrocessione dei Sešívaní. In quella stagione i rivali del Dukla Praga vinsero il campionato e pure la quarta squadra di Praga, il Bohemians 1905 fece meglio dei biancorossi. Nel 1962-63 lo Slavia torna in prima divisione, proprio mentre i rivali dello Sparta rischiano la beffa della retrocessione. I Sešívaní deludono le aspettative di risalita e chiudono di nuovo ultimi, anche se raggiungono la finale di coppa, la perdono al ritorno con un sorprendente 9-0. È il segno della disfatta, proprio mentre con il terzo titolo consecutivo sta nascendo la nuova realtà di Praga, quella del Dukla.
Il club vive momenti difficili mentre le rivali continuano a vincere. Nel 1965 c'è la risalita. Questa volta sembra che la squadra sia uscita dalla crisi anche grazie allo splendido risultato ottenuto in un campionato la cui edizione è storica. Le tre maggiori squadre di Praga ovvero Sparta, Dukla e Slavia giungono in ex aequo a 33 punti. La squadra biancorossa ha il demerito di aver la differenza reti minore rispetto alle altre e la vittoria va al Dukla Praga che giunge a 8 titoli. In questo momento della storia del campionato cecoslovacco lo Sparta ha 10 titoli, lo Slavia 9 e il Dukla 8.

### Periodo altalenante: 1965-1982
Dal 1965 vi è un periodo di altalenanza tra l'alta, la media e la bassa classifica. Questo periodo durerà fino al 1973. La squadra colleziona infatti una serie di posizioni che va sempre più verso la retrocessione in un processo molto simile a quello del periodo critico con una discesa verso la retrocessione il salto improvviso ai vertici e la retrocessione. Ed è proprio nel 1973 che questo accade giungendo al quattordicesimo posto si salva ma per gli scontri diretti contro la penultima: infatti lo Slavia tra il 1965 e il 1973 fece questo percorso: 5º, 8º, 11º, 13º, 12º, 7º e 14º.
Tra il 1973 ed il 1977 lo Slavia risale velocemente alle posizioni di vertice ma non riuscirà a vincere uno scudetto trovando comunque 3 podi in 4 stagioni. Nelle stagioni successive la squadra continuerà ad aggirarsi tra il secondo posto (1993) e il 12º (1984), anche se spesso concluderà discretamente il campionato al sesto e al settimo posto.

### Storia recente: 1993-oggi
Nel 1993 la Cecoslovacchia si divise in Repubblica Ceca e Slovacchia e la lotta per il titolo fu più aperta. Per lo Slavia Praga si aprirono dunque nuove possibilità. Dal 1993 al 2010 lo Slavia vinse 3 campionati di massima divisione, 3 coppe nazionali e ottenne 9 secondi posti, 2 terzi, un quarto, un quinto ed un settimo.
Il club fu attanagliato da problemi economici per alcuni anni, finché non riuscì a qualificarsi per la fase a gironi della UEFA Champions League 2007-2008. Lo Slavia centrò per la prima volta la qualificazione alla prima fase del torneo europeo più prestigioso grazie ad un gruppo di giocatori giovani, molti dei quali provenienti dalla nazionale ceca Under-21 e dalle rappresentative ceche minori. I ragazzi più promettenti di quell'epoca erano Marek Suchý (under-19), il portiere slovacco Matúš Kozáčik (facente parte dell'Under-21 slovacca) e Dušan Švento, anch'egli nell'Under-21 slovacca.
Il 19 settembre 2007 la squadra esordì in UEFA Champions League con una vittoria interna per 2-1 contro la Steaua Bucarest. Classificatasi terza nel proprio girone, fu ammessa ai sedicesimi di finale della Coppa UEFA. Coronò il percorso di crescita nella stagione, vincendo, dopo dodici anni, il campionato ceco. Nel 2008-2009 si ripeté e l'anno dopo si piazzò settima in campionato.
Nell'autunno 2010 il club piombò in una crisi economica, con un debito di 112 milioni di corone ceche nei confronti della precedente proprietà, la ENIC Sports Ltd. Molti giocatori lasciarono il club, tra cui il centrocampista Petr Trapp, che abbandonò il club a metà della stagione seguente, non vedendosi recapitare lo stipendio.
Nel settembre 2015 il club fu rilevato da CEFC China Energy Company. Nella stagione 2016-2017 si aggiudicò, dopo nove anni, il titolo nazionale. Nella stagione 2018-2019 la squadra centrò una storica doppietta che non arrivava dal 1942, vincendo il campionato davanti al Viktoria Plzeň e la coppa in finale contro il Baník Ostrava (2-0). I praghesi ben figurarono anche in Europa League, superando la fase a gironi e raggiungendo i quarti di finale, dove furono eliminati dal Chelsea con due sconfitte di misura (1-0 e 4-3), dopo aver estromesso agli ottavi il Siviglia tre volte campione in carica con il risultato complessivo di 6-5. Nel 2019-2020 la squadra approdò alla fase a gironi di UEFA Champions League, dove chiuse all'ultimo posto, e si aggiudicò per la seconda volta di fila il campionato. I successi in patria proseguirono con il double domestico, cioè dalla vittoria del campionato e della coppa nazionale, nel 2020-2021, mentre nelle due annate seguenti il club chiuse al secondo posto il campionato.

## Colori e stemma
Lo Slavia Praga ha come colori sociali il bianco, simbolo del fair play e degli ideali olimpici, e il rosso, il colore del cuore. La stella rossa presente sullo stemma e sulle maglie indica la speranza.

## Allenatori
- John Madden (1905-1930)
- Josef Sloup (1930-1933)
- Kálmán Konrád (1933-1935)
- Emil Seifert (1939-1946; 1952-1953)
- Josef Pojar (1946-1947)
- Vilém König (1947-1948; 1950-1951)
- Josef Bican (1954-1956)
- Antonín Rýgr (1956-1958; 1960-1963; 1970-1972)
- Josef Forejt (luglio 1958-gennaio 1959; settembre 1969-1970)
- Karel Finek (luglio 1959-1960; 1963-1964)
- František Ipser (1964-1966)
- František Havránek (1966-gennaio 1969)
- Rudolf Vytlačil (gennaio-luglio 1973)
- Jaroslav Jareš (1973-1979; 1984-1986)
- Bohumil Musil (1979-1980)
- Milan Máčala (gennaio 1982-1984)
- Tomáš Pospíchal (1987-1988)
- Ivan Kopecký (1988-1989)
- Jozef Jarabinský (1992-1994)
- Miroslav Beránek (1994-1995; gennaio 2002-gennaio 2004; 2014-2015)
- František Cipro (1995-20 settembre 1997; 1999-30 novembre 2000; 30 marzo-luglio 2010)
- Pavel Tobiáš (21 settembre 1997-1998)
- Jaroslav Hřebík (1998-1999)
- Karel Jarolím (2000-2001; 12 aprile 2005-29 marzo 2010; luglio-29 settembre 2010)
- Josef Pešice (luglio 2001-gennaio 2002)
- Josef Csaplár (gennaio 2004-11 aprile 2005)
- Michal Petrouš (30 settembre 2010-1º ottobre 2011; 30 aprile-14 settembre 2013)
- František Straka (2 ottobre 2011-9 marzo 2012)
- Martin Poustka (10 marzo-luglio 2012)
- Petr Rada (luglio 2012-29 aprile 2013)
- Miroslav Koubek (18 settembre 2013-2 marzo 2014)
- Alex Pastoor (3 marzo-luglio 2014)
- Dušan Uhrin (luglio 2015-28 agosto 2016)
- Jaroslav Šilhavý (5 settembre 2016-19 dicembre 2017)
- Jindřich Trpišovský (20 dicembre 2017-)

## Calciatori

### Vincitori di titoli
Campioni d'Europa
- Pavol Biroš (Jugoslavia 1976)
- Dušan Herda (Jugoslavia 1976)
- František Veselý (Jugoslavia 1976)

## Palmarès

### Competizioni nazionali
- Campionato cecoslovacco: 14

1913, 1925, 1928-1929, 1929-1930, 1930-1931, 1932-1933, 1933-1934, 1934-1935, 1936-1937, 1939-1940, 1940-1941, 1941-1942, 1942-1943, 1946-1947
- Campionato ceco: 8

1995-1996, 2007-2008, 2008-2009, 2016-2017, 2018-2019, 2019-2020, 2020-2021, 2024-2025
- Coppa di Cecoslovacchia: 4

1941, 1942, 1945, 1974
- Coppa della Repubblica Ceca: 7

1996-1997, 1998-1999, 2001-2002, 2017-2018, 2018-2019, 2020-2021, 2022-2023

### Competizioni internazionali
- Coppa Intertoto: 7[7]

1970, 1972, 1977, 1978, 1986, 1992, 1993
- Coppa dell'Europa Centrale: 1

1938

### Competizioni giovanili
- Torneo Internazionale Carlin's Boys: 1

2011

### Altri piazzamenti
- Campionato cecoslovacco:

Secondo posto: 1896 (primavera), 1923, 1925-1926, 1935-1936, 1927, 1927-1928, 1931-1932, 1937-1938, 1938-1939, 1943-1944, 1945-1946, 1947-1948, 1992-1993
Terzo posto: 1896 (autunno), 1921, 1958-1959, 1965-1966, 1973-1974, 1975-1976, 1976-1977, 1984-1985
- Coppa di Cecoslovacchia:

Finalista: 1962-1963, 1973-1974
- Campionato ceco:

Secondo posto: 1993-1994, 1994-1995, 1996-1997, 1997-1998, 1999-2000, 2000-2001, 2002-2003, 2004-2005, 2006-2007, 2017-2018, 2021-2022, 2022-2023, 2023-2024
Terzo posto: 1998-1999, 2005-2006
- Coppa della Repubblica Ceca:

Semifinalista: 1993-1994, 1997-1998, 2000-2001, 2008-2009, 2009-2010, 2010-2011, 2016-2017
- Coppa UEFA:

Semifinalista: 1995-1996
- Coppa dell'Europa Centrale / Coppa Mitropa:

Finalista: 1929
Semifinalista: 1927, 1932, 1969-1970
- Torneo Internazionale dell'Expo Universale di Parigi 1937:

Terzo posto: 1937
- Challenge-Cup:

Secondo posto: 1901
- Coppa dei Vincitori:

Finalista: 1930, 1931
Semifinalista: 1937

## Organico

### Rosa 2025-2026
Aggiornata al 28 luglio 2025.
| N. |                      | Ruolo | Calciatore         |
| -- | -------------------- | ----- | ------------------ |
| 1  | Rep. Ceca (bandiera) | P     | Ondřej Kolář       |
| 2  | Rep. Ceca (bandiera) | D     | Štěpán Chaloupek   |
| 3  | Rep. Ceca (bandiera) | D     | Tomáš Holeš        |
| 4  | Rep. Ceca (bandiera) | D     | David Zima         |
| 5  | Nigeria (bandiera)   | D     | Igoh Ogbu          |
| 8  | Giappone (bandiera)  | D     | Daiki Hashioka     |
| 9  | Rep. Ceca (bandiera) | C     | Vasil Kušej        |
| 10 | Norvegia (bandiera)  | C     | Chrīstos Zafeirīs  |
| 11 | Gambia (bandiera)    | A     | Youssoupha Sanyang |
| 13 | Rep. Ceca (bandiera) | D     | Mojmír Chytil      |
| 16 | Nigeria (bandiera)   | C     | David Moses        |
| 17 | Rep. Ceca (bandiera) | C     | Lukáš Provod       |
| 18 | Rep. Ceca (bandiera) | D     | Jan Bořil          |

| N. |                       | Ruolo | Calciatore            |
| -- | --------------------- | ----- | --------------------- |
| 19 | Liberia (bandiera)    | C     | Oscar Dorley          |
| 20 | Grecia (bandiera)     | C     | Giannīs-Foivos Mpotos |
| 21 | Rep. Ceca (bandiera)  | C     | David Douděra         |
| 22 | Rep. Ceca (bandiera)  | C     | Lukáš Vorlický        |
| 23 | Rep. Ceca (bandiera)  | C     | Michal Sadílek        |
| 25 | Rep. Ceca (bandiera)  | A     | Tomáš Chorý           |
| 26 | Slovacchia (bandiera) | C     | Ivan Schranz          |
| 27 | Rep. Ceca (bandiera)  | D     | Tomáš Vlček           |
| 29 | Liberia (bandiera)    | C     | Divine Teah           |
| 33 | Rep. Ceca (bandiera)  | D     | Ondřej Zmrzlý         |
| 35 | Rep. Ceca (bandiera)  | P     | Jakub Markovic        |
| 36 | Rep. Ceca (bandiera)  | P     | Jindřich Staněk       |
| 37 | Rep. Ceca (bandiera)  | D     | Dominik Javorček      |